# اولریش بیتتورف
اولریش بیتتورف (انگلیسی: Ulrich Bittorf؛ زادهٔ ۲ سپتامبر ۱۹۵۹) بازیکن فوتبال اهل آلمان است.
از باشگاه‌هایی که در آن بازی کرده‌است می‌توان به باشگاه فوتبال نورنبرگ، باشگاه فوتبال بایر ۰۴ لورکوزن، و باشگاه فوتبال بوخوم اشاره کرد.
وی همچنین در تیم ملی فوتبال زیر ۲۱ سال آلمان بازی کرده‌است.